# 조선일보

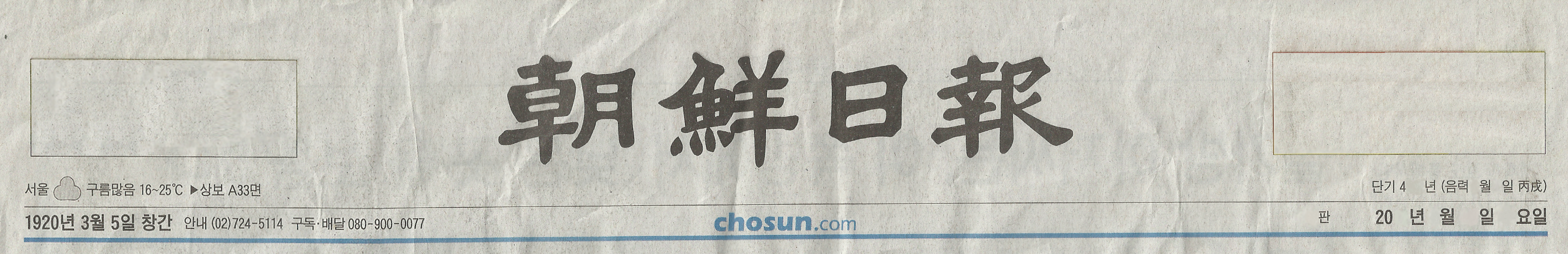
2000년에 새로 개정된 조선일보 메인타이틀

《조선일보》(朝鮮日報)는 1920년 3월 5일 창간한 대한민국의 보수 성향 조간 일간지이다. 한국어 신문 중에서 가장 오래되었다. 조선미디어그룹의 조선일보사에서 발행한다. 2020년 기준, 대한민국 내에서 유료 부수 100만부가 넘는 유일한 신문이자, 대한민국에서 영향력 있는 미디어들 중 하나로 손꼽힌다.

## 역사

조선일보 복간을 축하, 김구의 친필휘호

조선일보는 1919년 3.1운동이 발생한 지 1년이 지난 1920년 3월 5일 대정실업친목회에 의해 창간되었다. 그 해 4월 28일자 에 실린 영친왕과 일본 왕족인 마사코(이방자)와의 강제결혼을 비판하는 기사로 인해 압수당했고  같은 해 8월 15일에 대정실업친목회가 약속했던 자본금 불입을 하지 못해서 대정실업친목회 부회장이었던 초대 사장 조진태가 물러나고  변호사 출신 2대 사장 유문환이 취임했다. 같은 해 8월 27일에는 방한한 미국 의원단을 환영하는 조선인들을 일본 경찰이 부당하게 탄압했다고 비판한 논설을 실어서 1주간 정간을 당했다. 같은 해 9월 5일자에 실린 "당국의 소위 문화 통치는 奇怪(기괴)치 아니한가"라는 논설로 인해 무기 정간을 당했다. 이후 조선일보의 항일 논조를 부담스러워하던 총독부는 1921년 4월 8일 조선일보 판권을 송병준에게 인수하였고, 독립 정신이 강했던 조선일보 편집국 분위기를 알고 있었던 송병준은 스스로 사장에 취임하지 않고, 열렬한 독립투사로 유명했던 남궁훈을 사장으로 영입하였다.
그리고 1924년 9월 13일에 신석우가 조선일보를 인수하면서 독립운동가들을 지원하는 항일 독립 신문으로서의 정체성을 뚜렷히 했고, 4대 사장인 이상재가 취임한 후에는 신간회 결성을 주도하고 문자보급운동의 일환으로 한글 교재를 무상 배포하는 등 우리나라의 문화보전에 힘썼다. 이후 5대 사장은 조선 독립민족주의 성향의 신석우가 맡았다. 이후 1931년에 재만동포 자금 횡령 사건에 6대 사장 안재홍이 연루되어 구속되고, 7대 사장 유진태 8대 사장 조만식을 거쳐 9대 사장 방응모가 취임한 후 한일 학생의 교육차별을 비판하는 논설 '교육필화'로 인해 총독부에게 기사가 압수되는 사건이 발생했으며, 1933년부터 1936년까지 부사장이던 이광수의 영향으로 민족개량주의까지 합세하여 더욱 항일적인 신문이 되었다. 그러나 1936년부터 항일 성향이 줄어들었고, 1938년부터는 노골적인 친일 신문이 되었다. 그 후 1940년 조선총독부의 민족 말살정책의 표적이 되어 발간을 중단하였고, 이에 당시 사장이었던 방응모는 월간 조광을 창간하면서까지 신문을 이어나갔다.
해방 이후, 1945년 11월 23일 조선일보는 미국의 지원을 받아 다시 속간되었다. 당시 대한민국 임시정부를 이어가던 백범 김구는 조선일보의 복간에 대해 '有志者事竟成(유지자사경성)' 뜻을 지닌 자 성취할 수 있다'는 친필 휘호를 보내며 크게 축하해주었다. 그리고 9대 사장인 방응모의 한국독립당 입당과 반탁운동 가담을 계기로 정치적으로 보수 성향의 김구와 한국독립당을 지지하였으며, 1947년 이후 민족 지도자 중에 한 명이었던 이승만의 대한민국 정부 수립 노선을 지지하게 된다. 마침내 1948년 대한민국의 초대 대통령인 이승만 대통령이 취임하자 이승만 정부의 출범을 지지하였고, 동시에 6.25 전쟁이 발발한 1950년까지 반민족 행위자 강력처벌과 처단을 주장했다. 한편, 국가보안법이 제정되었을 때 남용소지에 대해 비판을 함으로써 국가보안법의 사용 규범을 제시하기도 하였다.
1950년 6.25 전쟁 당시에는 북한에게 조선일보가 넘어가면서 한때 조선일보는 인민군 기관지로 전락했지만, 1950년 10월 1일 동부전선에서 육군 제3사단이 38선을 돌파하며 전세가 역전되면서 다시 대한민국의 신문으로 회복됨과 동시에 북한의 남침에 대한 비판을 포함하여 한국전쟁 이슈들을 많이 다뤘고, 1951년 이후에는 이승만 정부와 대한민국 국군을 완전히 지지하게 되었다. 그러나 국민방위군 사건과 보도연맹 사건, 거창 양민 학살사건 등 한국전쟁 당시 대한민국과 국군에 불리한 내용은 다루지 않았으며, 한국전쟁이 끝난 1954년부터는 보수주의 색이 강해져서 대한민국과 한국전쟁 당시 국군을 도와줬던 UN 등 국제적인 자유 진영을 지지하게 되었다.
이후 조선일보는 1955년부터 1959년까지 이승만 정부의 부산 정치파동을 다루지 않았고, 이승만 정부와 집권 여당이었던 자유당이 추진했던 반공정책을 적극적으로 지지했다. 또한 진보당 사건, 진공관 구입 밀수출 사건, 이승만 암살 음모 사건, 뉴델리 밀회 조작 사건, 금정산 공비 사건, 대구 매일신문 테러 사건, 박정호 간첩 사건, 김정제 간첩 사건 등 이승만 정권의 공안정국에는 반공주의 기준과 이승만 정부를 옹호하는 기사를 보도하기도 하였다. 또한 당시 금성사 설립 기사와 삼성 관련 기사를 많이 보도함으로써 경제적으로 대기업 육성의 필요성을 역설하였다. 이외에도 능의선 기공식과 한글학회의 <<우리말 큰사전>> 완간을 보도했고, 가짜 이강석 사건도 대대적으로 보도하면서 당시 반공주의를 기반으로 한 국민 통합에 앞장섰다.
하지만 1960년 3.15 부정선거와 4.19 혁명이 일어나면서, 조선일보는 국민의 편에서 이승만 정권을 비판하여 이승만 초대 대통령의 하야를 이뤄내었다. 그리고 제2공화국 장면 정부가 들어서기 전에는 교원노조 운동을 지지하기도 했으나, 1960년 당시 장면 정부가 들어서면서 교원노조 운동 탄압과 노동운동 탄압에 조선일보는 침묵으로 일관했다. 그러다 1961년에 5.16 군사정변이 일어나고 나서 조선일보는 박정희의 국가재건최고회의 출범을 지지함과 동시에 1961년부터 1962년까지 5.16 군사정변을 지지하는 신문을 여러차례 내보냈다. 그리고 그 당시 공안사건들이던 민족일보 사건, 사대당 사건, 교원노조 사건, 유족회 사건 등에 대해 반공주의적 기준과 박정희 군정을 옹호하는 쪽으로 기사를 내보냈다. 또 이 당시 삼성물산 설립 기사를 대대적으로 보도하기도 했다. 또 문화방송, 한국방송 설립 기사도 여러차례 내보냈다. 그리고 군사원호청 발족 기사와 전국경제인연합회 설립 기사, 한국신문윤리위원회 발족 기사, 한국노동조합총연맹 발족 기사 등을 대대적으로 보도했다.
하지만 박정희가 대통령에 출마하면서 다시 반정부적인 성향으로 돌아섰는데 이후 최석채 주필이 재직하던 1964년부터 1969년까지 조선일보는 상당히 박정희 정부, 즉 제3공화국에 비판적이었다. 그리고 이 당시 조선일보는 사회적 약자와 노동운동 세력들에게 상당히 우호적인 입장이었다.
당시 한일기본조약의 강행과 1차 인민혁명당 사건, 미법도 주민 간첩단 사건, 제1차 민족주의비교연구회 사건, 서울대 문리대 불꽃회 사건, 분지 필화사건, 언론계 침투 무전 간첩단 사건, 경향신문 간첩사건, 한국독립당 내란음모사건의 사법처리 과정에 상당히 비판적이었다. 다만 이 시기에도 삼척군 해안가 간첩 사건, 군내 반정부 음모사건, 진장언 하사 간첩사건, 송추 간첩사건 같은 공안사건에 대해서는 반공주의적 기준으로 기사를 내보냈다. 그리고 삼성 사카린 밀수사건에 대해서도 삼성을 상당히 비판하는 논조로 보도를 했다. 그리고 한국전력, 중소기업은행 설립을 호의적으로 보도하기도 했다.
그러나 1967년부터는 조금씩 다시 박정희 정부에 우호적인 기준으로 기사를 내보내기 시작했는데 박정희가 대통령 재선에 성공하고 이 시기 제2차 민족주의비교연구회 사건, 영호남·서해안 무전 고정간첩단 사건, 동백림 사건, 서울사범대학 독서회 사건이 발생하면서 조선일보는 다시 보수언론으로 다시 조금씩 돌아가게 되고 1968년에는 통일혁명당 사건과 남조선해방전략당 사건 같은 공안정국이 일어나면서 조선일보는 또다시 보수언론으로 돌아가게 된다.
그리고 1969년, 박정희 정부의 3선 개헌 이후로 조선일보는 다시 보수성향으로 완전히 돌아서는데 당시 유럽 간첩단 사건과 이수근 위장간첩 사건을 대대적으로 보도하고 3선 개헌을 지지하는 보도 또한 여러 차례 내보냈다. 또 그 당시 대한항공 민영화 기사, 삼성전자 설립 기사, 현대자동차 설립 기사, MBC 개국, 일간스포츠 창간, 진주 남강댐 준공도 여러차례 보도했다.
1970년 당시에도 박정희 대통령을 찬양하거나 지지하는 기사, 사설들을 여러차례 내보냈으며 경부고속도로와 경인고속도로, 호남고속도로의 준공 기사와 정부중앙청사 준공 기사, 병무청 발족 기사, 남산1호터널 개통, MBC 뉴스데스크 첫 방송, 100원 주화 사용 기사 또한 여러차례 내보냈다. 1971년 대한민국 제7대 대통령 선거 당시에도 박정희 대통령의 3선을 지지하는 사설과 기사를 여러차례 내보냈다. 또한 당시 서울대생 내란예비음모 사건, 유학생 형제 간첩단 사건, 일본 거점 간첩단 사건, KAL기 납북미수 사건, 남파간첩 백귀남 사건 등 공안정국을 대대적으로 보도하기도 했다. 또 실미도 사건과 대연각호텔 화재 사건을 보도하기도 했다. 그리고 광주 대단지 사건이 발생하자 조선일보는 이를 정부의 입장에서 보도했다. 또 1972년에는 7.4 남북공동성명을 발표하기도 했다.
1972년에 10월 유신으로 제4공화국이 들어서자 조선일보는 박정희 대통령을 적극 찬양하고 지지하는 기사를 여러차례 내보냈다. 유신 체제 당시 조선일보는 경제 면에서는 포항제철 설립, 수도권 전철 1호선 개통, 남해고속도로 개통, 호남고속도로 개통, 삼성중공업 설립, 강남-여의도 개발, 각종 고층건물 건설, 대우중공업 설립 등을 상당히 보도했고 정치 면에서는 민주공화당을 찬양하는 기사를 여러 번 썼고 10월 유신을 찬양하는 기사를 여러 번 썼다. 또한 1973년 당시 발생한 최종길 교수 의문사 사건 때도 중앙정보부를 옹호하는 쪽으로 기사를 썼으며 당시 북제주도 우도 무장 침투 간첩단 사건, 일본 거점 귀화 간첩 사건 등을 상세히 보도했다. 이후 전남대 불온 삐라 살포사건, 남산 부활절 예배사건, 고려대 NH회 사건, 서울대 공대 조교수 간첩사건, 나쓰야 간첩사건, 김장현 간첩사건, 김철우 조총련계 간첩사건 등을 대대적으로 보도했고 서울 어린이대공원 개장과 현대중공업 설립도 대대적으로 보도했다. 그리고 조선일보는 유신체제 당시 1974년부터 1975년까지 연이어 발생한 여간첩 채수정 사건, 대전·전주 고정간첩단 사건, 문인간첩단 사건, 울릉도 거점 간첩단 사건, 민청학련 사건, 긴급조치 1,2호 위반 사건, 김영작 간첩사건, 김승효 간첩사건, 부산·경남 거점 고정간첩단 사건, 재일동포 진두현 간첩단 사건, 인민혁명당 재건위 사건, 재일동포 김달남 간첩사건, 재일동포 유정식 간첩사건, 학원침투 유학생 간첩단 사건, 귀화 일본인 간첩단 사건, 박복순 남파 간첩단 사건, 겨울공화국 사건을 대대적으로 보도하여 유신체제 당시의 공안정국 확성기 노릇을 했다. 그리고 1975년 당시에는 여의도의 국회의사당 준공 기사와 학도 호국단 창설 기사를 여러차례 내보냈다. 또 민방위대 창설과 부처님 오신 날, 어린이날 공휴일 제정, 영동고속도로 준공 등을 기사로 내보냈다. 그 뒤 1976년에는 판문점 도끼 만행 사건을 집중적으로 보도했고 한민통 간첩사건 또한 집중적으로 보도해서 공안정국의 확성기 노릇을 계속했다. 그리고 연이어 박정희 대통령의 유신체제를 찬양하는 기사를 여러차례 보냈다. 그리고 이 당시 조선일보는 경제 면과 문화 면에서 신용보증기금 설립 기사와 용인자연농원 개장, 반월 신도시 건설, KBS 여의도 사옥 설립, 태권V 개봉, 아이미 개발 등에 대한 기사도 여러차례 보냈다.
그리고 1978년에는 최은희 납북 사건을 보도하기도 했으며 대한항공 902편 격추 사건, 자연보호헌장 선포 등의 기사도 내보냈다. 또한 1979년에는 삼척 고정간첩단 사건, 통일혁명당 재건 음모 사건, 부산·삼천포 고정 간첩단 사건 등을 여러차례 기사로 내보냈다. 그리고 10.26 사건이 일어났을 당시에도 특종 보도를 많이 했다. 10.26 사건 이후에는 12.12 쿠데타를 많이 보도했다.
1972년 3월 5일 52주년 기념호를 통해 독자가 50만 명을 넘어섰다고 공식 선언하고, 1974년에는 미국 ASI의 조사 결과 정기구독자 비율에서 1위를 차지했다. 1979년 2월에 발행부수 100만부를 돌파하였고, 1991년에 사상 최초로 발행부수 200만부를 돌파하였다. 조선일보사는 1968년에 《주간조선》을, 1980년에 《월간조선》을 각각 발간하였고 1991년 《소년조선일보》를 창간하였다. 1999년 3월 2일에는 전면 가로쓰기 체제를 도입했다. 1995년 (주)디지틀조선일보를 설립해 인터넷 서비스를 강화하여 2008년 3월 5일부터는 조선일보 지면을 PC상에서 볼 수 있는 소프트웨어 ‘아이리더’ 서비스를 시작하였다.

### 창립 역사

3.1운동에 대한 일제의 탄압을 비난하는 "골수에 맺힌 조선인의 한" 1920년 6월 조선일보 논설
----
한국어는, 한글로 표기되고 있다.

1927년 2월 14일자 조선일보에 보도된 신간회 창립 모습.

조선일보는 3.1운동 이듬해인 1920년에 창립하였으며 일본의 소위 문화정치가 실시되면서 동아일보와 함께 조선총독부로부터 허가되었다. 창간 당시에는 대정친목회를 모체로 조진태사장으로 시작하였으나, 자금력부족으로 송병준에게 넘어갔다. 송병준은 자신이 신문경영 전면에 나서지 않고 원로 언론인 남궁훈을 사장으로 영입한다. 1924년 남궁훈은 민족주의자였던 신석우가 인수해 민족의 사표(師表)로 추앙 받던 이상재를 추대할 때까지 사장으로 재임한다 1924년 이 때는 일제와 타협적이던 동아일보와는 달리 비타협적인 민족주의 성향을 띠었다. 좌파와 우파가 연합한 최대 독립운동조직 신간회 결성을 주도하기도 했으며, 홍명희와 박헌영, 김단야 등 사회주의자들이 대거 조선일보에 입사하면서 사회주의적인 경향을 보였다. 이후 계속적인 경영 악화로 조만식을 거쳐 방응모에게 소유권이 넘어갔다. 그 후 보수적인 언론인들이 조선일보사를 주도하면서, 보수주의 관점에서 신문을 발행하고 있다.

### 인물
일제시대 초기 조선일보에는 다양한 경력과 능력의 소유자들이 집결했다. 독립운동가, 민족주의자, 보수주의자를 비롯해 각 분야의 최고 엘리트들과 활동가들이 어울려 민족의 '정신적 정부'를 자임했다. 조선일보 사장을 지낸 남궁훈, 이상재, 신석우, 안재홍, 조만식 등은 민족 지도자들이었다. 조선일보 창간 사회부 기자로서 일제를 규탄하고 총독 암살을 계획했던 독립운동가 방한민(方漢旻), 일제의 조선인 학살 현장에 달려가 목숨걸고 취재한 이석, 한홍정 등은 펜으로 일제의 총칼에 직접 맞선 행동파였다. 독일 유학 후 혁명의 모스크바로 파견된 김준연, 영국·프랑스·독일·스위스에서 화려한 학력을 쌓은 이관용, 미국에서 농학박사 학위를 받은 이훈구, 그리고 중국 내전 현장을 누빈 이상철, 홍양명, 홍종인 등은 세계 정세와 선진 문물을 알리는 전령사들이었다.
방정오 전 TV조선 대표, '고 장자연 보도' 한겨레·미디어오늘 상대 정정보도 소송 승소에서 방정오 전 TV조선 대표가 자신과 고 장자연씨가 자주 통화하고 만났다는 내용의 보도를 한 언론사들을 상대로 하는 정정보도 청구 소송에서 최종 승소했다. 2022년 12월 16일 대법원 민사1부(주심 박정화 대법관)는 방 전 대표가 한겨레신문과 미디어오늘에게 "정정 보도문을 게재하라"며 낸 소송에서 원고 일부 승소 판결한 2심을 그대로 확정했다.
지면
- 주6일제 신문을 발행한다.
- 매주 일요일 신문은 발행하지 않고[11], 온라인 서비스를 계속한다.
  - A: 종합뉴스 섹션은 평일과 토요일에 싣는다.
  - B: 경제 섹션은 조선경제에서 평일에 싣는다.
  - C 이상: 별도에 기타 · 생활 정보 또는 부동산, 의료 섹션을 싣는다.

## 자매 언론기관
조선일보사는 일간지 외에도 주간지 '주간조선', 스포츠지인 '스포츠조선', 관광 숙박시설에 대한 잡지 '월간 산', 취미 문화에 관한 잡지 '월간 낚시' 등의 시사지와 잡지를 발행한다. 자회사로는 '디지틀조선', '월간조선', '조선에듀케이션', '헬스조선' 등이 있으며 이 중 '디지틀조선'은 코스닥에 상장하였고, 2004년부터 연간 80억 정도의 흑자를 기록하고 있다.
또한, 어린이들을 위해 1936년부터 조선일보 일요일판에 한 면 씩 실었으며, 1937년부터는 별도로 '어린이조선일보'를 발행하고 있으며, 일반단행본과 백과사전들을 편집하는 출판사업도 하고 있다. 조선일보에서 출판한 단행본으로는 《우리에게 감동을 주는 따뜻한 이야기》(1998년)나 영화 말아톤으로 유명해진 장애인 배형진씨의 이야기를 담은 《달려라 형진아》등이 있다.
또한 온라인버전 조선닷컴이외에 영어판, 일본어판, 중국어판 온라인신문을 운영하고 있다. 이중 조선일보 일본어판은 자회사 '조선일보 일본어판'(구 조선일보JNS)에서 운영하고 있다.
조선일보는 2007년에 비즈니스앤을 개국하고, 2008년 11월에는 방송기자와 피디를 모집, 2008년 2월에는 대구방송, KNN과 함께 "아워 아시아"를 제작, 배급하였다. 이외에도 조선일보는 종합편성방송 심사에서 2위로 통과한 'TV조선'을 소유하고 있으며, TV조선과 조선일보는 보수적 논조를 공개적으로 드러내고 있다.
2010년 조선일보는 창간 90주년을 맞아 조선일보와 그 관계사를 아우르는 미디어그룹인 조선미디어를 출범시켰다.
이외에도 '주간조선' '월간조선' 등을 제작하는 조선뉴스프레스라는 자회사가 있다.

## 발행 부수
대한민국 신문 구독률 36.8% 가운데 조선일보는 11.9%를 차지하였으며, 구독점유율은 24% ~ 30% 로 나타나고 있다. 특정 신문 구독 여부에 관계없이 지난 일주일간 어떤 신문의 기사를 봤는지를 알아보는 주간열독률 조사에서 조선일보의 열독률은 16.2%였다. 2009년 한국ABC협회가 실시한 집계에서 발행부수 1,844,783부로 집계되었다. 2011년 기준으로 유료 발행 부수는 1,353,159부였다. 2011년 7월부터 가판 가격이 인상되어 현재 부당 1,000원이나 월 구독료는 15,000원으로 변함없다.
한국ABC협회가 2020년 발행·유료 부수 현황을 공개한 자료에서 조선일보는 121만부의 공식 발행 부수를 가진 국내 최대 신문이자, 국내에서 유일하게 유료부수 100만부가 넘는 신문으로 확인되었다. '조선일보'는 발행 부수 1,212,208부로 압도적인 1위를 차지했다. 이어 동아일보(925,919부)·중앙일보(861,984부)·매일경제(706,760부)·한국경제신문(526,908부) 등의 순이었다. 실제 판매량을 집계하는 유료 부수에서도 '조선일보'가 1위(1,162,953부)였다. 2·3위인 '동아일보', '중앙일보'와는 각각 29만, 35만부 격차였다.

## 평가

### 긍정적 지표
2014년 시사저널 ‘누가 한국을 움직이는가’ 전문가 설문조사의 언론 매체 영향력 및 신뢰도·열독률 조사 결과 ‘가장 영향력 있는 언론 매체’ 순위 조사에서 KBS와 조선일보의 양강 체제가 굳건하였다. KBS 59.6%와 조선일보 51.2%로 네이버 32.1%, MBC 22.0%, 중앙일보 15.9% 등 다른 매체들을 압도했다. ‘가장 열독하는 언론 매체’ 조사에서는 조선일보(21.8%)가 2위를 차지했고, KBS(20.0%)가 그 뒤를 이었다.
한국갤럽이 2013년 9월 30일부터 2주간 서울·인천·경기 등 수도권 성인 1000명을 대상으로 '집에서 유료로 정기구독하는 신문'을 기준으로 조사한 가구 구독률에서 조선일보는 11.9%로 압도적 1위였다.

### 부정적 지표
2009년 "시사IN"이 전화 여론조사를 한 결과, 어느 매체를 가장 불신하느냐는 질문에는 중복응답을 기준으로 할 때 조선일보의 응답률이 20%에서 크게 늘어 34.2%를 차지하여 중앙일보, 동아일보를 제치고 1위로 나타났다. 한편 한국기자협회가 여론조사기관에 의뢰하여 조사한 현직 기자들이 가장 신뢰하는 언론사로는 한겨레가 15.4%, MBC 14.3%, KBS 11.2%, 경향신문 8.7%, 한국일보 4.0%에 이어서 조선일보는 2.4%를 차지하였다.
'시사IN'이 행한 '가장 불신하는 매체' 조사에서 2017년 2위, 2018, 2019년에는 2년 연속 1위를 차지하였다.
2017년 조사에서 조선일보는 '가장 불신하는 매체' 순위 2위, TV조선은 4위에 위치하였다. 2018년 조사에서는 조선일보(25%)와 TV조선(12%)이 각각 1, 2위를 차지하여 조선일보 계열이 '가장 불신하는 매체' 부문에서 약 40% 가량을 독식하였다. 2019년 조사에서도 조선일보가 1위(24%), TV조선이 3위(7%)를 차지하여 조선일보 계열은 2019년에도 '가장 불신하는 매체' 부문에서 30% 가량을 독식하였다. 이는 해당 부문 2위인 KBS (10.7%)의 약 3배에 달하는 수치이다.
영국 로이터저널리즘연구소가 공개한 2018년 매체신뢰도 순위에서 조선일보와 TV조선이 15개 매체 중 각각 14위, 15위에 올라 조선일보 계열이 최하위권에 머무른 가운데 2019년 매체신뢰도 순위에서 조선일보와 TV조선이 14개 매체 중 각각 14위, 13위를 차지하여 사실상 2년 연속으로 조선일보 계열의 매체는 가장 신뢰도가 낮은 매체로 꼽혔다.

## 기타

### 내일은 늦으리
1992년부터 1996년까지 대한민국에서 개최된 환경보전 슈퍼 콘서트의 부제이다. 말 그대로 환경보호를 위해 톱스타군단이 총출동한 대형 콘서트이다.

### 춘천마라톤
한국 최대규모의 춘천마라톤을 개최하고 있다.  춘천마라톤은 '가을의 전설'이라는 별명을 가지고 있을 정도로 전국 마라토너들의 사랑을 받고 있다.  춘천마라톤은 2013년 세계육상연맹으로부터 골드레벨을 받은 있으며, 2004년 완주자규모 세계 8대 마라톤에 등록되기도 했다. 

### 한국신문상 수상
한국신문협회는 조선일보의 '채동욱 검찰총장 혼외 아들' 보도를 2014년 한국신문상 뉴스취재보도부문 수상작으로 선정했다. 심사위원들은 "언론이 권력자의 탈선된 사생활을 보도하려 할 때 필요한 덕목인 용기를 잘 보여주었다"고 하며 언론의 역할에 충실한 조선일보를 높이 평가했다.

## 갤러리

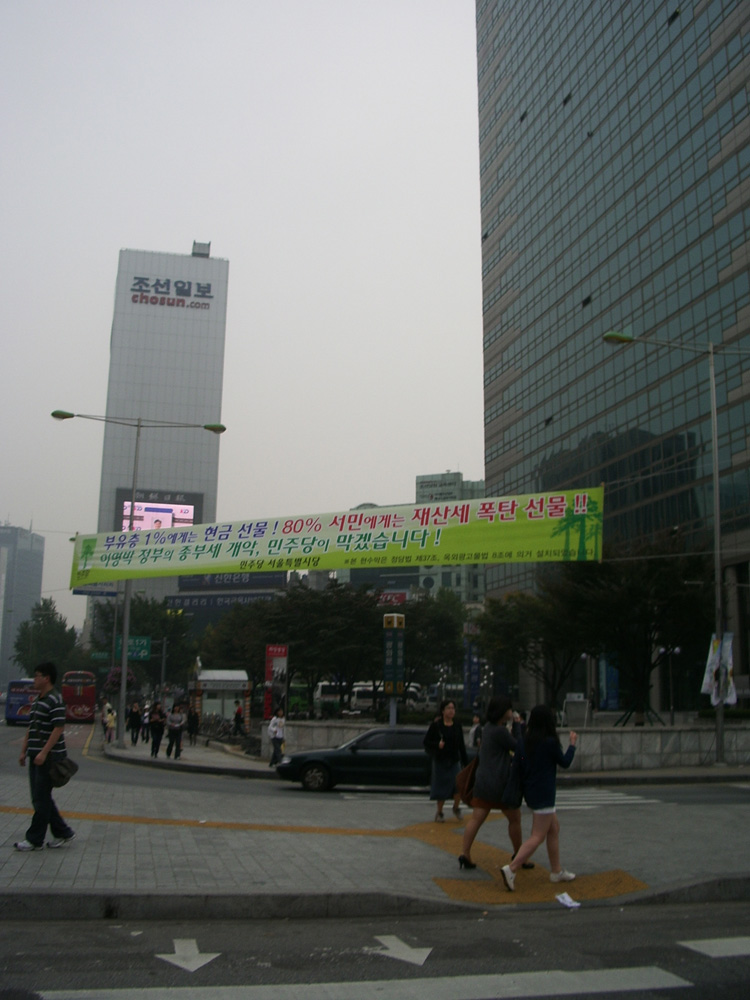

## 외부 기고자
- 유근일: 1993년 2월 13일~
- 윤평중: 2013년 4월 9일~
- 조용헌: 2004년 9월 1일~
- 김대식: 2012년 12월 8일~
- 최재천: 1999년 1월 27일~
- 김정운: 2017년 6월 24일~
- 정민: 2009년 4월 30일~
- 서지문: 2016년 6월 21일
- 김명환: 1993년 5월 12일~
- 이한상 2007년 6월 18일~
- 백영옥: 2006년 11월 8일~
- 팀 알퍼: 2016년 1월 26일~

## 조선뉴스라이브러리
조선일보 창간 100주년 기념으로 뉴스라이브러리 서비스의 1920년 창간부터 1999년 12월 31일까지 무료 열람 할 수 있으며, 별도 무료와 유료 서비스이다. 그리고 네이버 뉴스라이브러리에 과거 신문을 제공한다.

## 같이 보기
| - 조선일보에 대한 비판 - 신문 - 언론기관 - 조중동 - TV조선 - TV조선2 - TV조선3 - 조선일보 명조체 - 리빙포인트 - 월간조선 - 청룡기 전국고교야구대회 - 연세대학교 | - 조진태 - 신석우 - 이상재 - 안재홍 - 안병훈 - 조만식 - 신간회 - 김구 - 방응모 - 방일영 - 방우영 - 방상훈 - 조갑제 - 선우휘 | - 주간조선 - 동아일보 - 중앙일보 - 문화일보 - 조완구 - 박관수 - 김대중 - 박홍 - 이도형 - 박헌영 - 김단야 - 조봉암 - 남궁훈 - 방한민 |